# フランツ・シューベルト
フランツ・ペーター・シューベルト（ドイツ語: Franz Peter Schubert、1797年1月31日 – 1828年11月19日）は、オーストリアの作曲家。

## 生涯

### 誕生

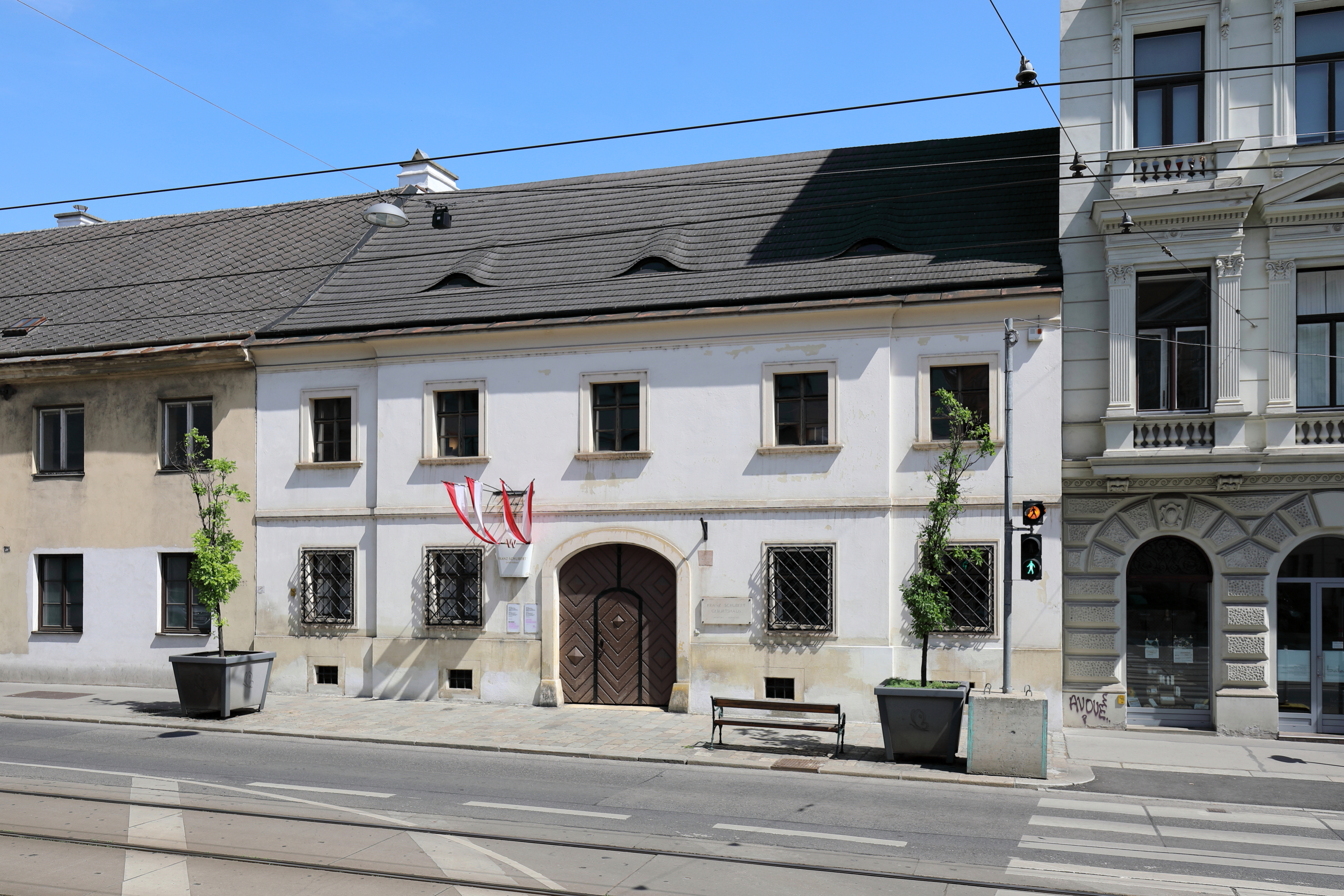
シューベルトの生家

シューベルトはウィーン郊外のリヒテンタールで生まれた。メーレン（モラヴィア）から移住したドイツ系植民の農夫の息子である父のフランツ・テオドール（1763年 - 1830年）は教区の教師をしており、母エリーザベト・フィッツ（1756年 - 1812年）は結婚前にウィーン人家族のコックをしていた。成人したのは長男イグナーツ（1785年 - 1844年）、次男フェルディナント（1794年 - 1859年）、三男カール（1795年 - 1855年）、次いで第12子のフランツ、娘のテレジア（1801年 - 1878年）だった。父はアマチュア音楽家で長男と次男に音楽を教えた。
フランツは5歳のときに父から普通教育を受け始め、6歳のときにリヒテンタールの学校に入学した。このころ、父は末息子のフランツにヴァイオリンの初歩を、また長男イグナーツにピアノを教え始めた。フランツは7歳ごろになると父の手に余るほどの才能を発揮し始めたため、父はフランツをリヒテンタール教会の聖歌隊指揮者ミヒャエル・ホルツァーの指導する聖歌隊に預けることにした。ホルツァーは主として感動表現に主眼を置いて指導したという。聖歌隊の仲間たちは、フランツの音楽的才能に一目を置いた。当時は演奏家として聴衆に注目されなければ音楽家としての成功の機会はないという時代だったため、しばしば聖歌隊の建物に隣接するピアノ倉庫にフランツを案内して、ピアノの練習を自由にできるように便宜を図った。そのおかげで、貧しい彼には触れられなかったような良質な楽器で練習、勉強をすることができた。

### コンヴィクト
1808年10月、フランツはコンヴィクト（寄宿制神学校）の奨学金を得た。その学校はアントニオ・サリエリの指導の下にあり、ウィーン楽友協会音楽院の前身校で、宮廷礼拝堂コーラス隊養成のための特別教室をもっていた。ここにフランツはおよそ17歳まで所属、フランツ・ヨーゼフ・ハイドンが聖シュテファン大聖堂で得た教育とほとんど同様に直接指導での得るところは少なく、むしろ学生オーケストラの練習や同僚の寄宿生との交際から得るものが多かった。フランツを支えた友人たちの多くはこの当時の同級生で、シュパウン（Spaun、1788年 - 1865年）、シュタットラー（Stadler）、ホルツアプフェル （Holzapfel）、その他多くの友人たちが貧しいフランツを助け、彼には買えない五線紙など、誠実な支持と励ましを与えた。また、このコンヴィクトでヴォルフガング・アマデウス・モーツァルトの序曲や交響曲、それらに類した作品や小品に初めて出会った。一方、才能は作曲の分野ですでに示しつつあった。1810年4月8日 - 5月1日の日付がある32ページにわたりびっしりと書かれた四手ピアノのための『幻想曲 ト長調』（D 1）、続いて1811年にはヨハン・ルドルフ・ツムシュテーク（1760年 - 1802年）が普及を図った計画にそって書かれた3つの長い歌曲、弦楽五重奏のための『序曲 ハ短調』（D 8）、『弦楽四重奏曲第1番 ト短調/変ロ長調』（D 18）、『幻想曲 ト短調』（D 9）がある。室内楽曲が目立っているが、それは日曜日と祝日ごとに、2人の兄がヴァイオリン、父がチェロ、自分がヴィオラを受け持って、自宅でカルテット演奏会が行われていたためである。これは後年、多くの作品を書くことになったアマチュア・オーケストラの萌芽をなすものだった。コンヴィクト在籍中には多くの室内楽、歌曲、ピアノのための雑品集を残した。また野心的に力を注いだのは、1812年の母の葬儀用と言われる『キリエ』（D 31）と『サルヴェ・レジーナ』（D 106）（それぞれ合唱聖歌）、『管楽八重奏曲 ヘ長調』（D 72）である。1813年には父の聖名祝日のために、歌詞と音楽からなるカンタータ『父の聖名の祝日のために』（D 80）を残した。学校生活の最後には最初の交響曲である『交響曲第1番 ニ長調』（D 82）が生まれた。

### 1813年 - 1815年

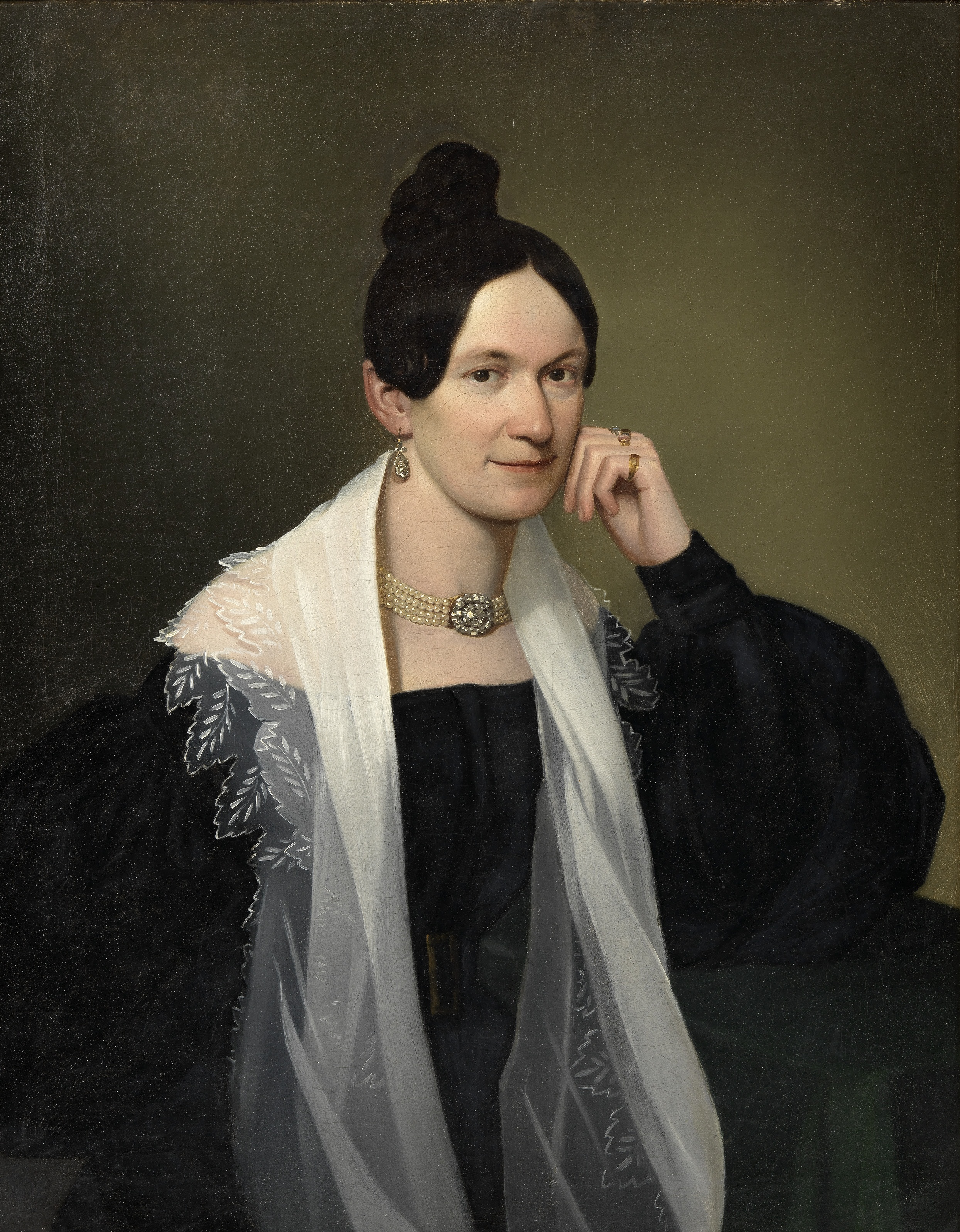
シューベルトの初恋の相手といわれるテレーゼ・グロープの肖像画

1813年の終わりにシューベルトは、変声期を経て合唱児童の役割を果たせなくなったためコンヴィクトを去り、兵役を避けるために父の学校に教師として就職した。このころ、父はグンペンドルフの絹商人の娘アンナ・クライアンベックと再婚した。彼は2年以上この仕事に就いていたが、あまり関心を持てなかったようで、その代償を別の興味で補った。サリエリから個人的な指導を受けたが、彼はハイドンやモーツァルトの真似だと非難してシューベルトを悩ませた。しかし、サリエリは他の教師の誰よりも多くを彼に教えた。またシューベルトはグロープ一家と親密に交際しており、その家の娘テレーゼ・グロープ（1798年 - 1875年）は歌がうまくよい友人だった。彼は時間があれば素早く大量に作曲をした。完成された最初のオペラ『悪魔の別荘』（Des Teufels Lustschloß, D 84）と、最初の『ミサ曲第1番 ヘ長調』（D 105）はともに1814年に書かれ、同じ年に3曲の弦楽四重奏曲（第4番 ハ短調 D 46、第6番 ニ長調 D 74、第10番 変ホ長調 D 87）、数多くの短い器楽曲、『交響曲第1番』の第1楽章、『潜水者』（D 77）や『糸を紡ぐグレートヒェン』（D 118）といった傑作を含む7つの歌曲が書かれた。
1815年には、学業、サリエリの授業、ウィーン生活の娯楽にもかかわらず、多くの作品を生み出した。『交響曲第2番 変ロ長調』（D 125）が完成し、『交響曲第3番 ニ長調』（D 200）もそれに続いた。また、『ミサ曲第2番 ト長調』（D 167）と『ミサ曲第3番 変ロ長調』（D 324）の2つのミサ曲（前者は6日間で書き上げられた）、その他『ミサ曲第1番』のための新しい『ドナ・ノビス』（D 185）、『スターバト・マーテル イ短調』（D 383）、『サルヴェ・レジナ ヘ長調』（D 379）、オペラは『4年間の歩哨兵勤務』（Der Vierjahrige Posten, D 190）、『フェルナンド』（Fernando, D 220）、『クラウディーネ・フォン・ヴィラ・ベッラ』（Claudine von Villa Bella, D 239）、『アドラスト』（Adrast, D 137、研究により1819年の作曲と推定）、『サラマンカの友人たち』（Die Freunde von Salamanka, D 326、会話の部分が失われている）の5曲が作曲された。他に『弦楽四重奏曲第9番 ト短調』（D 173）、3曲のピアノソナタ（第1番 ホ長調 D 157、第2番 ハ長調 D 279、第3番 ホ長調 D 459）、数曲のピアノ小品がある。これらの最盛期をなすのは146曲もの歌曲で、中にはかなり長い曲もあり、そのうち8曲は10月15日、7曲は10月19日の日付がある。
1814年から1815年にかけての冬、シューベルトは詩人ヨハン・マイアホーファー（1787年 - 1836年）と知り合った。この出会いは間もなく温かで親密な友人関係に熟していった。2人の性質はかなり違っていた。シューベルトは明るく開放的で少々鬱のときもあったが、突然の燃えるような精神的高揚もあった。一方でマイアホーファーは厳格で気難しく、人生を忍耐すべき試練の場とみなしている口数少ない男性だった。2人の関係は、シューベルトに対して一方的に奉仕するものだったという。

### 1816年

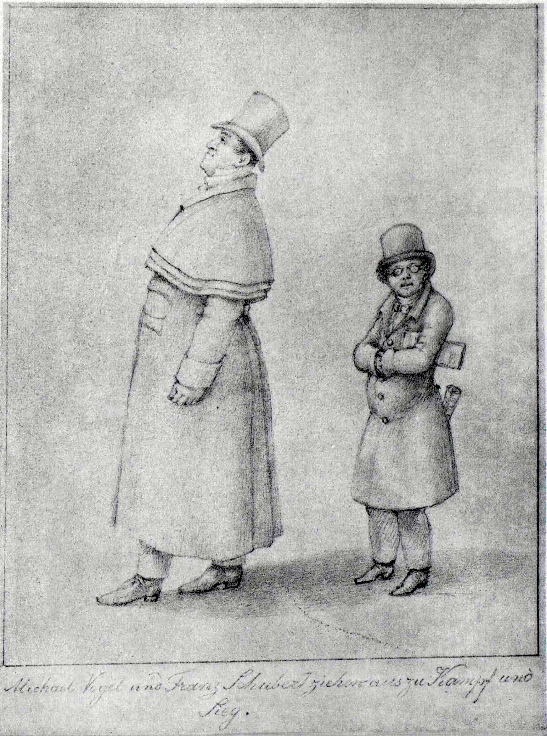
フランツ・フォン・ショーバーによって描かれたフォーグルとシューベルトの似顔絵（1825年）

シューベルトの運命に最初の変化が見えた。コンヴィクト時代からの友人シュパウンの家でシューベルトの歌曲を聴いていた法律学生フランツ・フォン・ショーバー（1796年 - 1882年）がシューベルトを訪問し、教師を辞め、平穏に芸術を追求しないかと提案した。シューベルトはライバッハ（現在のリュブリャナ）の音楽監督に志願したが不採用になったばかりで、教室に縛りつけられているという思いが強まっていた。父親の了解はすぐに得られ、春が去るころにはシューベルトはショーバーの客人になった。しばらくの間、彼は音楽を教えることで家具類を買い増そうとしたが、じきにやめて作曲に専念した。「私は一日中作曲していて、1つ作品を完成させるとまた次を始めるのです」と、訪問者の質問に答えていたという。
1816年に作曲された作品の1つはサリエリの6月16日記念祭のためのカンタータ『サリエリ氏の音楽活動50周年を祝して』（D 407）、もう1つのカンタータ『プロメテウス』（D 451）はハインリヒ・ヨーゼフ・ワターロート教授の生徒たちのためで、教授はシューベルトに報酬を支払った。彼は雑誌記者に「作曲で報酬を得たのは初めてだ」と語っている。もう1曲は、《教員未亡人基金》の創立者で学長ヨーゼフ・シュペンドゥのための『ヨーゼフ・シュペンドゥを讃えるカンタータ』（作品128, D 472）である。もっとも重要な作品は、シューベルト自身の手によって『悲劇的』と名付けられた『交響曲第4番 ハ短調《悲劇的》』（D 417） であり、次いでモーツァルトの交響曲のように明るく新鮮な『交響曲第5番 変ロ長調』（D 485）、その他多少の教会音楽であった。これらはゲーテやシラーからシューベルト自身が選んだ詩だった。
この時期、友人の輪が次第に広がっていった。マイアーホーファーが彼に、有名なバリトン歌手ヨハン・ミヒャエル・フォーグル（1768年 - 1840年）を紹介し、フォーグルはウィーンのサロンでシューベルトの歌曲を歌った。アンゼルムとヨーゼフのヒュッテンブレンナー兄弟はシューベルトに奉仕し崇めていた。ガヒーは卓越したピアニストでシューベルトのソナタや幻想曲を演奏した。ゾンライトナー家は裕福な商人で、長男がコンヴィクトに所属していた縁もあって自宅を自由に使わせていたが、それは間もなく「シューベルティアーデ」と呼ばれ、シューベルトを称えた音楽会へと組織されていった。
シューベルトは貧しかった。それというのも教師を辞めたうえ、公演で稼ぐこともできなかったからである。しかも、音楽作品をただでももらうという出版社はなかった。しかし、友人たちは真のボヘミアンの寛大さで、ある者は宿を、ある者は食料を、他の者は必要な手伝いにやってきた。彼らは自分たちの食事を分け合って食べ、裕福な者は楽譜の代金を支払った。シューベルトは常にこのパーティーの指導者であり、新しい人が紹介されたときの、「彼ができることは何か？」という質問がこの会の特徴をよく表している。

### 1818年
1818年は前年と同様、創作上は比較的実りがなかったものの、2つの点で特筆すべき年だった。1つ目は作品の公演が初めて行われたことである。演目は『イタリア風序曲第1番 ニ長調』（D 590）で、これはジョアキーノ・ロッシーニをパロディ化したと書かれており、5月1日に刑務所コンサートで演奏された。2つ目は初めて公式の招聘があったことである。これは、ツェレスに滞在するヨハン・エステルハージ伯爵一家の音楽教師の地位で、シューベルトは夏中、楽しく快適な環境で過ごした。
この年の作品には『ミサ曲第4番 ハ長調』（D 452）や『交響曲第6番 ハ長調』（D 589）、ツェレスでの生徒たちのための一連の四手ピアノのための作品、『孤独に』（D 620）、『聖母マリア像』（D 623）などを含む歌曲がある。秋のウィーンへの帰りに、ショーバーのところには滞在する部屋がないことが分かり、マイアーホーファー宅に同居することになった。ここでシューベルトの慣れた生活が継続された。毎朝、起床するなり作曲を始め、午後2時まで書き、昼食のあと田舎道を散歩し、再び作曲に戻るか、あるいはそうした気分にならない場合は友人宅を訪問した。歌曲の作曲家としての最初の公演は1819年2月28日で、『羊飼いの嘆きの歌』（D121）が刑務所コンサートのイェーガーによって歌われた。この夏、シューベルトは休暇を取り、フォーグルとともに北部オーストリアを旅行した。シュタイアーでは『ピアノ五重奏曲 イ長調《ます》』（作品114, D 667）のパート譜をスコアなしで書き、友人を驚かせた。秋に自作の3曲をヨハン・ヴォルフガング・フォン・ゲーテに送ったが、返事はなかった。

### 1820年・1821年
1820年に作られた作品には、進歩と形式の成熟が見られる。小品の数々に混じって、『水上を飛ぶ霊たちの歌』（D 705）や『詩篇第23《主は私の牧者で》』（作品132, D 706）などの声楽曲や、『弦楽四重奏曲第12番 ハ短調《四重奏断章》』（D 703）、ピアノ曲『幻想曲 ハ長調《さすらい人》』（作品15, D 760）などが誕生している。
6月14日にオペラ『双子の兄弟』（Die Zwillingsbrüder, D 647）が、8月19日に劇付随音楽『魔法の竪琴』（Die Zauberharfe, D 644）が公演された。それまで、ミサ曲を別にして彼の大きな作品はグンデルホーフでのアマチュア・オーケストラに限定されていた。それは家庭でのカルテット演奏会から育って大きくなった社交場だった。ここへきて彼はより際立った立場を得て、広く一般に接することが求められ始めた。相変わらず出版社は冷淡だったが、友人のフォーグルが1821年2月8日にケルントナートーア劇場で歌曲『魔王』（作品1, D 328）を歌い、ようやくアントン・ディアベリ（作曲家・出版業者、1781年 - 1858年）がシューベルトの作品の取次販売に同意した。作品番号で最初の7曲（すべて歌曲）がこの契約に従って出版された。その後、この契約が終了し、大手出版社が彼に応じてわずかな版権を受け取り始めた。シューベルトが世間から問題にされないのを生涯気にしていたことについては、多くの記事が見られる。2つの劇作品を生み出したことを契機に、シューベルトの関心がより舞台に向けられた。
1821年の年の瀬にかけて、シューベルトはおよそ3年来の屈辱感と失望感に浸っていた。『アンフォンゾとエストレッラ』（Alfonso und Estrella, D 732）は受け入れられず、『フィエラブラス』（Fierrabras, D 796）も同じだった。『謀反人たち』（Die Verschworenen, D 787）は検閲で禁止された（明らかに題名が根拠だった）。劇付随音楽『キプロスの女王ロザムンデ』（Rosamunde, Prinzessin von Zypern, D 797）は2夜で上演が打ち切られた。これらのうち『アンフォンゾとエストレッラ』と『フィエラブラス』は、規模の点で公演が困難だった（たとえば『フィエラブラス』は1000ページを超える手書き楽譜）。しかし、『謀反人たち』は明るく魅力的な喜劇であり、『ロザムンデ』はシューベルトが作曲した中でも素晴らしい曲が含まれていた。

### 1822年 - 1825年

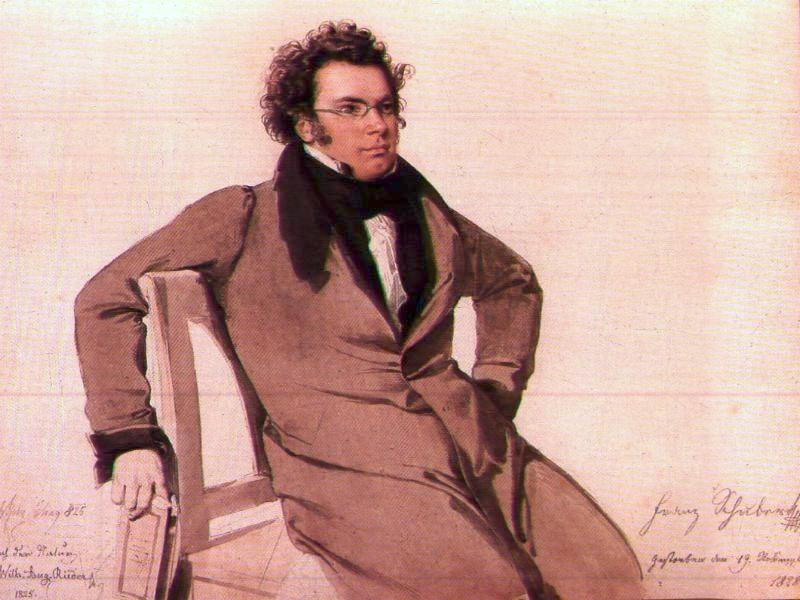
ヴィルヘルム・アウグスト・リーダーによって描かれたシューベルトの肖像画（1825年）

1822年にカール・マリア・フォン・ウェーバー、そしてルートヴィヒ・ヴァン・ベートーヴェンと知り合う。両者ともに親しい関係にはならなかったが、ベートーヴェンはシューベルトの才能を認めていた。シューベルトもベートーヴェンを尊敬しており、連弾のための『フランスの歌による8つの変奏曲 ホ短調』（作品10, D 624）を同年に出版するにあたり献呈している。しかしウェーバーはウィーンを離れ、新しい友人も現れなかった。この2年は全体として、彼の人生でもっとも暗い年月だった。
1824年春、シューベルトは壮麗な『八重奏曲 ヘ長調』（作品166, D 803）や『大交響曲』のためのスケッチを書き、再びツェレスに戻った。また、ハンガリーの表現形式に魅せられ『ハンガリー風ディヴェルティメント ト短調』（作品54, D 818）を作曲した。
舞台作品や公的な義務で忙しかったが、この数年間に時間を作って多様な作品が生み出された。まず1822年に『ミサ曲第5番 変イ長調』（D 678）が完成。さらに同年には『未完成交響曲』として知られる『交響曲第7番（旧第8番）ロ短調《未完成》』（D 759）にも着手している。さらにヴィルヘルム・ミュラー（1794年 - 1827年）の詩による歌曲集『美しき水車小屋の娘』（作品25, D 795）と、素晴らしい歌曲の数々が1825年に書かれた。
1824年までに、前記の作品を除き『《萎れた花》の主題による序奏と変奏曲 ホ短調』（D 802）、『弦楽四重奏曲第13番 イ短調《ロザムンデ》』（作品29, D 804）と『弦楽四重奏曲第14番 ニ短調《死と乙女》』（D 810）の2つの弦楽四重奏曲が作られている。また、同年11月に完成した『アルペジオーネソナタ イ短調』（D 821）は、当時、ウィーンのギター製作家であるヨハン・ゲオルク・シュタウファー（1778年 – 1853年）により開発されたばかりの新しい楽器「アルペジオーネ」を用いた試みである。
過去数年の苦難は1825年の幸福に取って代わった。出版は急速に進められ、窮乏によるストレスからしばらくは解放された。夏にはシューベルトが熱望していた北オーストリアへの休暇旅行をした。旅行中にはウォルター・スコット（1771年 - 1832年）の詩による、有名な『エレンの歌第3番（アヴェ・マリア）』（D 839）を含む歌曲集『湖上の美人』（作品52）や歌曲『ノルマンの歌』（D 846）、『囚われし狩人の歌』（D 843）や『ピアノソナタ第16番 イ短調』（作品42, D 845）を作曲。スコットの詩による歌曲では、それまでの作品で最高額の収入を得ることができた。

### ウィーンでの晩年（1826年 - 1828年）

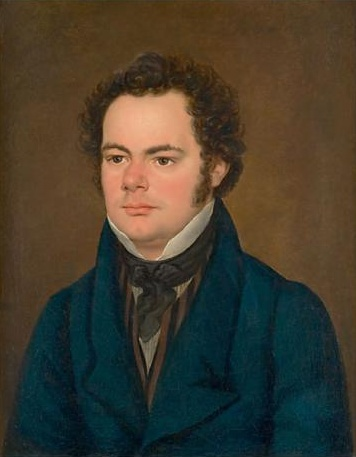
フランツ・アイブルによって描かれたシューベルトの肖像画（1827年）

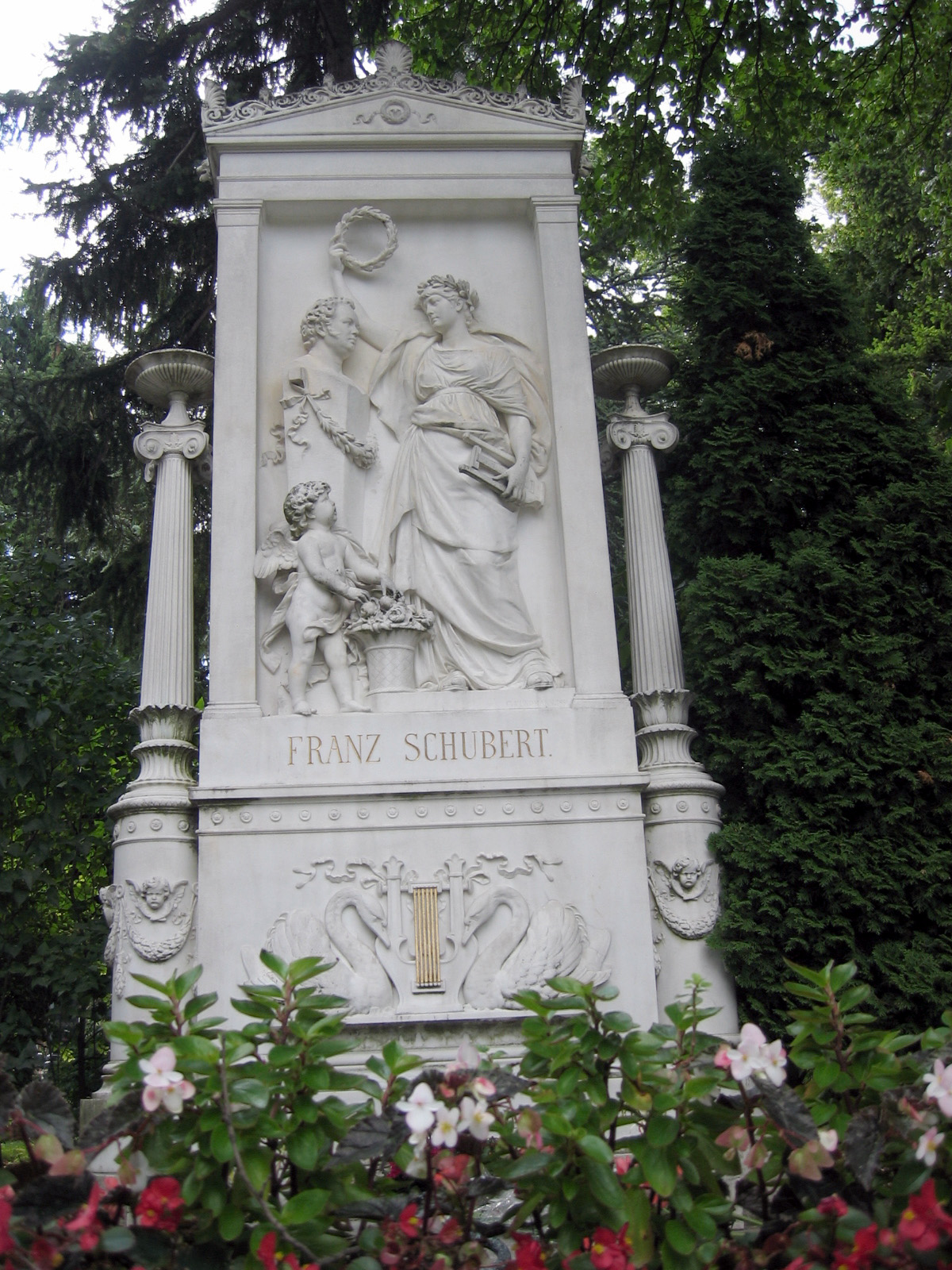
ウィーン中央墓地にあるシューベルトの墓

1827年にグラーツへ短い訪問をしていることを除けば、1826年から1828年にかけてウィーンに留まった。その間、たびたび体調不良に襲われている。
晩年のシューベルトの人生を俯瞰したとき、重要な出来事が3つみられる。1つ目は1826年、新しい交響曲をウィーン楽友協会に献呈し、その礼としてシューベルトに10ポンドが与えられたこと。2つ目はオペラ指揮者募集に応募するためオーディションに出かけ、リハーサルの際に演奏曲目を自作曲へ変更するよう楽団員たちに提案したが拒否され、最終的に指揮者に採用されなかったこと。そして3つ目は1828年3月26日（ベートーヴェンの命日）に行われた、人生で初めてで生前唯一の、彼自身の作品の演奏会である。
1827年に、シューベルトは歌曲集『冬の旅』（作品89, D 911）やヴァイオリンとピアノのための『幻想曲 ハ長調』（作品159, D 934）、2つのピアノ三重奏曲（第1番 変ロ長調 作品99, D 898、第2番 変ホ長調 作品100, D 929）を書いた。
1827年3月26日、ベートーヴェンが死去。ウィーン市民2万人の大葬列の中、シューベルトは棺を担ぐ大任を負った。その後、友人たちと酒場に行き、「この中でもっとも早く死ぬ奴に乾杯！」と音頭をとった。このとき友人たちは一様に大変不吉な感じを覚えたという。そして、彼の寿命はその翌年で尽きた。生まれ故郷であるウィーンをほとんど離れることがなく、生涯一度も海を見ることがなかったという。
最晩年の1828年、『ミサ曲第6番 変ホ長調』（D 950）、同じ変ホ長調の『タントゥム・エルゴ』（D 962）、『弦楽五重奏曲 ハ長調』（D 956）、『ミサ曲第4番』のための2度目の『ベネディクトス』（D 961）、最後の3つのピアノソナタ（第19番 ハ短調 D 958、第20番 イ長調 D 959、第21番 変ロ長調 D 960）、『白鳥の歌』として有名な歌曲集（D 957/965A）を完成させた。この歌曲集の内の6曲はハインリヒ・ハイネの詩につけられた。ハイネの名声を不動のものにした詩集『歌の本』は1827年秋に出版されている。
また上記の通り、同年3月26日のベートーヴェンの命日には、シューベルトにとって最初で最後の自作による演奏会が行われており、演奏会自体は大衆的にも財政的にも成功したものの、直後にニコロ・パガニーニがウィーンで演奏会を行ったことで影が薄くなってしまった。
シューベルトは対位法の理論家として高名だった作曲家ジーモン・ゼヒター（のちにアントン・ブルックナーの師となる）のレッスンを所望し、知人と一緒に彼の門を叩いた。しかし何度かのレッスンのあと、ゼヒターはその知人からシューベルトは重病と知らされた。11月12日付のショーバー宛の手紙でシューベルトは「僕は病気だ。11日間何も口にできず、何を食べても飲んでもすぐに吐いてしまう」と著しい体調不良を訴えた。これがシューベルトの最後の手紙となった。
その後、シューベルトは『冬の旅』などの校正を行っていたが、11月14日になると病状が悪化して高熱に浮かされるようになり、同月19日に兄フェルディナントの家で死去した。31歳没。フェルディナントが父へ宛てた手紙によると、死の前日に部屋の壁に手を当てて「これが、僕の最期だ」と呟いたのが最後の言葉だったという。
遺体はシューベルトの意を酌んだフェルディナントの尽力により、ヴェーリング街にあったヴェーリング墓地の、ベートーヴェンの墓の隣に埋葬された。1888年に両者の遺骸はウィーン中央墓地に移されたが、ヴェーリング墓地跡のシューベルト公園には今も2人の当時の墓石が残っている。
死後間もなく小品が出版されたが、当時の出版社はシューベルトを「シューベルティアーデのための作曲家」とみなして、大規模作品を出版することはなかった。
シューベルトの死因については、死去した年の10月にレストランで食べた魚料理がもとの腸チフスであったとも、エステルハージ家の女中から感染した梅毒の治療のために投与された水銀が体内に蓄積、中毒症状を引き起こして死に至ったとも言われている。シューベルト生誕200年の1997年には、改めてその人生の足跡を辿る試みが行われ、彼の梅毒罹患をテーマにした映画も制作され公開された。

### 死後

#### 19世紀
没後は「歌曲の王」という位置づけがなされ、歌曲以外の作品は『未完成交響曲』や『弦楽四重奏曲《死と乙女》』のような重要作を除いて放置に等しい状況だった。
1838年にロベルト・シューマンがウィーンに立ち寄った際に、シューベルトの兄フェルディナントの家を訪問した。フェルディナントはシューベルトの書斎を亡くなった当時のままの状態で保存しており、シューマンはその机上で『ザ・グレート』の愛称で知られる『ハ長調の交響曲』がほこりに埋もれているのを発見し、ライプツィヒに持ち帰った。その後フェリックス・メンデルスゾーンの指揮によって演奏され、『ノイエ・ツァイトシュリフト』紙で絶賛された。ちなみにこの交響曲の番号は、母国語がドイツ語の学者は「第7番」、再版のドイツのカタログでは「第8番」、英語を母国語とする学者は「第9番」として掲載するなど、いまだに統一されていない（下記を参照）。
その他の埋もれていた作品の復活に、1867年にウィーンを旅行したジョージ・グローヴ（1820年 - 1900年）とアーサー・サリヴァン（1842年 - 1900年）の2人が大きな功績を挙げた。この2人は7曲の交響曲、『ロザムンデ』の音楽、数曲のミサ曲とオペラ、室内楽曲数曲、膨大な量の多様な曲と歌曲を発見し、世に送り出した。こうして聴衆は埋もれていた音楽に興味を抱くようになり、最終的には楽譜出版社ブライトコプフ・ウント・ヘルテルによる決定版として世に送り出された。
グローヴとサリヴァンに由来し、長年にわたって《失われた》交響曲にまつわる論争が続いてきた。シューベルトの死の直前、彼の友人エドゥアルト・フォン・バウエルンフェルトが別の交響曲の存在を1828年の日付で記録しており（必ずしも作曲年代を示すものではないが）、《最後の》交響曲と名付けられていた。《最後の》交響曲が「ニ長調」（D 963A）のスケッチを指していることは、音楽学者によってある程度受け入れられている。これは1970年代に発見され、ブライアン・ニューボールドによって『交響曲第10番』として理解されている。シューベルトはリストの言葉でよく要約されている。曰く、「シューベルトはもっとも詩情豊かな音楽家である」。
シューベルトの多くの作品に即興性が見られるが、これは彼が筆にインクの染みをつけたことがないほどの速筆だったことも関係している。

#### 20世紀

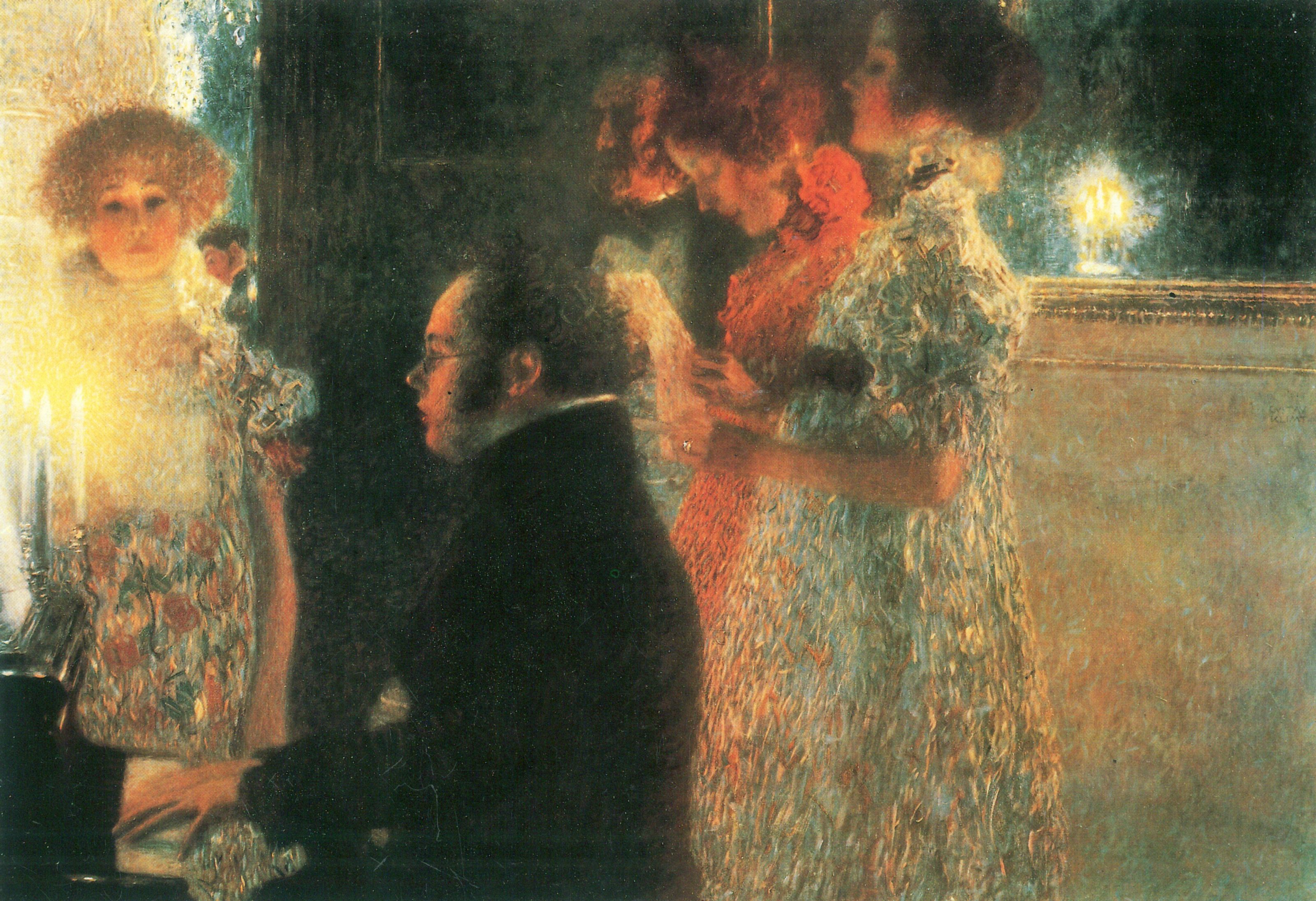
グスタフ・クリムトによって描かれたシューベルト
「ピアノを弾くシューベルト」（1899年）

シューベルトは歌曲以外にも、未公開作品や未出版作品を大量に遺したため、研究は難航した。
ピアノソナタなど、その他の作品が脚光を浴びるようになるのはシューベルト没後百年国際作曲コンクール（優勝者はクット・アッテルベリ）が1927年に開催される頃からであり、同時期にエルンスト・クルシェネクがシューベルトのピアノソナタの補筆完成版を出版した。
シューベルトのピアノソナタはベートーヴェンより格下に見られていたために、録音しようというピアニストは少数だったが、その黎明期に録音を果たした人物にヴァルター・ギーゼキングがいる。没後150年を迎えた1977年ごろになると、シューベルトのピアノソナタは演奏会で聴かれるようになり、長大なピアノソナタを繰り返しなしで演奏することが可能になった（かつては省略が当たり前だった）。現在は初期から後期までの作品が演奏会に現れる。補筆して演奏するパウル・バドゥラ＝スコダ（ピアノソナタ第11番）のようなピアニストも珍しくない。
新シューベルト全集は現在、ベーレンライター出版社が全責任を取る形で出版に努めているが、オペラなどの部分はこれからも順次刊行予定である。音符の形やスコア全体のレイアウトはすべてコンピュータ出力で修正されているが、合唱作品はCarus社なども新しい版を出版している。
現在の浄書技術をもってしても、デクレッシェンドなのかアクセントなのかの謎は、完全には解明されていない。そのため、『未完成交響曲』の管楽器についた音は、いまだに奏者や指揮者によって解釈が異なり定着していない。
小惑星(3917) Franz Schubertはフランツ・シューベルトにちなんで命名された。

## 歴史的位置

### ロマン派の幕開け
シューベルトは一般的にロマン派の枠に入れられるが、その音楽、人生はウィーン古典派の強い影響下にあり、記譜法、基本的な作曲法も古典派に属している。貴族社会の作曲家から市民社会の作曲家へという点ではロマン派的であり、音楽史的には古典派とロマン派の橋渡し的位置にあるが、年代的にはシューベルトの一生はベートーヴェンの後半生とほぼ重なっており、音楽的にも後期のベートーヴェンより時に古典的である。
同様に、時期的にも様式的にも古典派にかかる部分が大きいにもかかわらず、初期ロマン派として挙げられることの多い作曲家としてカール・マリア・フォン・ウェーバーがいるが、シューベルトにも自国語詞へのこだわりがあった。ドイツ語オペラの確立者としての功績を評価されるウェーバーと比べると大きな成果は挙げられなかったものの、オペラ分野ではイタリア・オペラの大家サリエリの門下でありながら、未完も含めてドイツ語ジングシュピールに取り組みつづけた。当時のウィーンではドイツ語オペラの需要は低く、ただでさえ知名度の低いシューベルトは上演機会すら得られないことが多かったにもかかわらず、この姿勢は変わらなかった。教会音楽は特性上ラテン語詞の曲が多いものの、それでも数曲のドイツ語曲を残し、歌曲に至ってはイタリア語曲が9曲に対してドイツ語曲が576曲という比率となっている。
「ドイツの国民的、民族的な詩」に対し「もっともふさわしい曲をつけて、本当にロマン的な歌曲を歌いだしたのはシューベルトである」とし、ウェーバーらとともに、言語を介した民族主義をロマン派幕開けの一要素とする見解もある。

### 他の作曲家との関係
シューベルトは幼いころからハイドンやその弟のミヒャエル、モーツァルトやベートーヴェンの弦楽四重奏曲を家族で演奏し、コンヴィクトでもそれらの作曲家の交響曲をオーケストラで演奏、指揮していた。
シューベルトは当時ウィーンでもっとも偉大な音楽家だったベートーヴェンを尊敬していたが、それは畏怖の念に近いもので、ベートーヴェンの音楽自体は日記の中で「今日多くの作曲家に共通して見られる奇矯さの原因」としてむしろ敬遠していた。シューベルトは主題労作といった構築的な作曲法が苦手だったと考えられているが、そういったベートーヴェンのスタイルは本来シューベルトの作風ではなかった。
むしろシューベルトが愛した作曲家はモーツァルトである。1816年6月14日、モーツァルトの音楽を聴いた日の日記でシューベルトはモーツァルトをこれ以上ないほど賞賛している。またザルツブルクへの旅行時、聖ペーター僧院教会のミヒャエル・ハイドンの記念碑を訪れ、感動とともに涙を流したという日記も残されている。
コンヴィクトからの友人ヨーゼフ・フォン・シュパウンが書き残した回想文は、シューベルトが11歳のとき、「ベートーヴェンのあとで、何ができるだろう」と言ったと伝えている。さらにオーケストラでハイドン、モーツァルト、ベートーヴェンの交響曲を演奏したときにはハイドンの交響曲のアダージョ楽章に深く心が動かされ、モーツァルトのト短調の交響曲（おそらく『第40番 K. 550』）については、なぜか全身が震えると言い、さらにメヌエットのトリオでは天使が歌っているようだと言った。ベートーヴェンについてはニ長調（第2番）、変ロ長調（第4番）、イ長調（第7番）に対して夢中になっていたが、のちにはハ短調（第5番）の方が一層優れていると言ったと伝えている。
ウェーバーとも生前に親交があった。1822年のウィーンでの『魔弾の射手』上演の際に知り合い、シューベルトのオペラ『アルフォンソとエステレッラ』をドレスデンで上演する協力を約束したが、のちの『オイリアンテ』についてシューベルトが、「『魔弾の射手』の方がメロディがずっと好きだ」と言ったために、その約束は果たされなかった。
シューベルトはのちの作曲家に大きな影響を与えた。『ザ・グレート』を発見したシューマンは言うに及ばず、特に歌曲、交響曲においてフェリックス・メンデルスゾーン、ヨハネス・ブラームス、アントン・ブルックナー、ヨーゼフ・シュトラウス、フーゴ・ヴォルフ、リヒャルト・シュトラウス、アントニン・ドヴォルザークなど、シューベルトの音楽を愛し、影響を受けた作曲家は多い。

### シューベルティアーデ

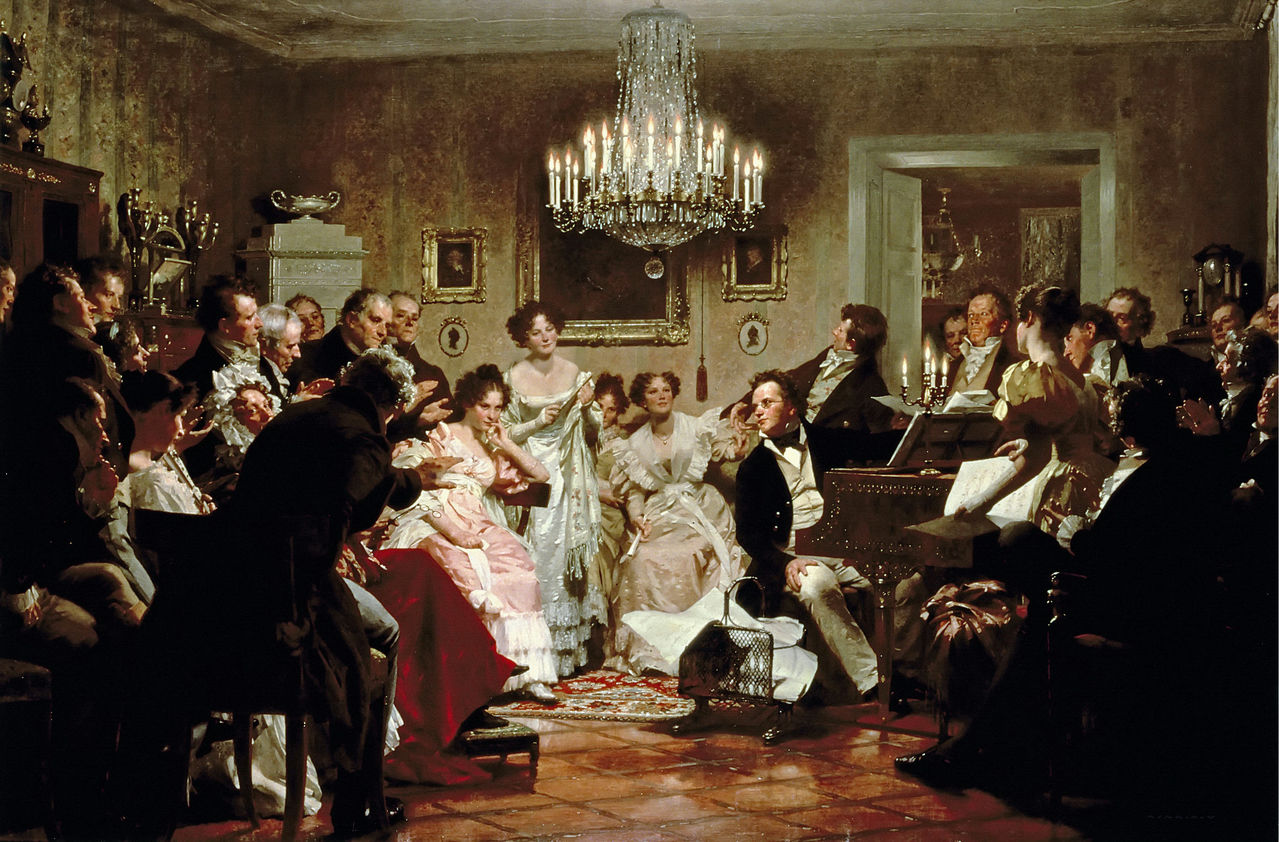
ユリウス・シュミットによる絵画『シューベルティアーデ』

シューベルトが私的に行った夜会は、彼の名前にちなんで「シューベルティアーデ」と呼ばれた。現在もキャッチフレーズとして使われることがある。彼は協奏曲を作曲することはほとんどなく、その慎ましいイメージも「シューベルティアーデ」の性格を助長させた。
生前に出版された最後の作品が、1828年に出版された四手ピアノのための『ロンド イ長調』（作品107, D 951）だったことからうかがえるように、生前に出版された作品だけでも作品番号は100を超えている。同じ時代に、これと同数の作品を作曲できたライバルはカール・チェルニーのみである（31歳前後のチェルニーにはオペラや交響曲などの大規模出版作品は見当たらない）。それらに大規模作品は含まれず、極端な場合は委嘱作すら生前の出版はなく（『アルペジオーネソナタ』など）、没後も長期間にわたり出版が継続されている。最後の作品番号は1867年に出版された「作品173」であり、すでにシューベルト死去から30年以上が経過していた。
31歳でこの膨大な量は無名の作曲家では不可能であり、作曲家としてすでに成功と考えてよいという理由から、シューベルトが本当に貧しかったのか疑問視する声もある。また、シューベルトを描いた肖像画は何点も作成されており、それらは対象を美化している。名士であれば肖像画を実物より美しく描くことが当時の画家の責務だったため、こうした待遇は、シューベルトが名士であった証拠と考えることができる。シューベルトはグラーツ楽友協会から名誉ディプロマを授与された（未完成交響曲）ときには25歳に過ぎず、この時点で彼は無名ではなかったと考えられる。
また、シューベルトの死に際して、新聞は訃報を出している。

## 作品演奏の諸問題
シューベルト作品の校訂は21世紀に入った現在でも簡単ではない。とくに「ヘアピン」とも呼ばれえる特大のアクセントのような記号をどう解釈するかが問題になっている。小節間をまたぐようにヘアピンがわたっているものもある。これをデクレッシェンドと解釈するか、もしくはアクセントと解釈するかが問題となる。また、シューベルトは鋭いスタッカティシモのような縦線を使う（「未完成」の第2楽章）こともあり、19世紀の出版譜では通常のスタッカートに直されている。これも元に戻す動きが見られる。
シューベルトはMM表記を出版作品以外は全く行っていないため、演奏家によって解釈の開きが大きい。
ピアノ作品には、現代ピアノでは非常に難しいオクターヴの連続が『さすらい人幻想曲』ほかで頻繁に現れるが、これはダブル・エスケープメント発案以前の当時の軽いシングル・アクションではオクターヴ・グリッサンドが可能だったためである。親指と小指をアーチの形にして、横にスライドするだけでオクターブのレガートが達成できるが、ダブル・エスケープメントを含めたダブル・アクションを持ち鍵盤の深さが倍になった現代ピアノでは困難である。
ラテン語のミサ曲では6曲すべてで典礼文の一部が欠落しているが、これも理由がわかっていない。典礼文の写しを所持しておりそれに誤脱があったという見解が一般的だが、聖歌隊で数多くのミサ曲を歌ってきたシューベルトが、クレドでのカトリック教会の信仰の本質的な部分の欠如に気づかなかったという説には無理があると思われる。おそらく自身はプロテスタント教会やカトリック教会に対して一線を引いたキリスト教信者という意味で、あえて削除したという説を唱える学者もいる。

## おもな作品

### ドイチュ番号
シューベルトの1000近いスケッチ、未完を含む作品群は、オーストリアの音楽学者オットー・エーリヒ・ドイチュ（Otto Erich Deutsch）により1951年に作られた英語の作品目録『Franz Schubert – Thematic Catalogue of all his works in chronological order』のドイチュ番号によって整理されている。シューベルトの場合、出版に際しての作品番号（op.）を持つものは170程度であるため、通常はドイチュ番号が使用されている。1978年にヴァルター・デュル、アルノルト・ファイルなどによってドイツ語の改訂版『Franz Schubert – Thematisches Verzeichnis seiner Werke in chronologischer Folge』も作られた。
日本語の完全な作品目録はまだ存在せず、かつての日本では作品番号を優先し、ドイチュ番号を後回しにしていたが、現在はNHK-FMのアナウンサーもドイチュ番号をアナウンスするようになっている。
ドイチュ自身は目録の序文において、「D」を自分の名前の略記ではなくシューベルトの作品を示す記号と捉えてほしいと述べている。これに応え、「D. ○○」とピリオドを打たず、Dと数字の間に半角スペースのみを入れ「D ○○」と表記するのがドイツ語圏や英語圏をはじめ国際的に主流となっている。通常「ドイチュ番号○○」などと読まれる。オーストリアなどではDeutsch-Verzeichnisという読み方のとおり、「DV ○○」と表記されることもある（オーストリア放送協会などで見られる）。

### 交響曲
シューベルトは現在楽譜が残っているものだけで14曲の交響曲の作曲を試みている。そのうち有名な「未完成」も含め6曲が未完成に終わっている。よく演奏されるのは、『ロ短調交響曲』（D 759、通称『未完成』）と、最後の完成された交響曲である『大ハ長調交響曲』（D 944、通称『ザ・グレート』）である。それ以外では『第5番 変ロ長調』（D 485）も親しまれている。
シューベルト自身による標題は『悲劇的』と題された『第4番 ハ短調』（D 417）の1曲だけで、他は後世によるものである。『未完成』はその名の通り、完成したのは第2楽章までで、第3楽章が20小節（ピアノ・スケッチも途中まで）で終わっていることからこう呼ばれるようになった。第8番（旧第9番）の通称である『ザ・グレート』という名前はイギリスの出版社によってつけられたタイトルだと考えられているが、ドイツ語では《Die große Sinfonie C-Dur》であり、「偉大な」という意味合いはない（同じハ長調である第6番と比較して「大きい方」程度の意味しか持たない）。

#### 交響曲の番号づけ
古い番号づけでは、完成された7曲に順に第7番まで番号が振られた。そして『未完成交響曲』は、4楽章構成の交響曲としては未完だが2楽章は完成しており、非常に美しい旋律で多くの人に愛好されているため「第8番」の番号が振られた。
他の未完の交響曲のうち、『交響曲 ホ長調』（D 729）は4楽章のピアノスケッチで完成に近く（楽譜に「Fine」と書き添えてあることから、一応は完成したとみなす音楽学者もいる）、シューベルトの死後フェリックス・ヴァインガルトナーやブライアン・ニューボールドらの手によって補筆され、全曲の演奏が可能になっている。このため、1951年のドイチュの目録では作曲年代順に、D 729に「第7番」が割り当てられ、『未完成』が「第8番」、『ザ・グレート』が「第9番」とされた。
しかし、国際シューベルト協会（Internationale Schubert-Gesellschaft）が1978年のドイチュ目録改訂で見直し、『未完成』が「第7番」、『ザ・グレート』が「第8番」とされた。最近ではこれに従うことが多くなってきているが、依然として1951年のドイチュ目録のまま『第7番 ホ長調 D 729』、『第8番 ロ短調 D 759』（『未完成』）、『第9番 ハ長調 D 944』（『ザ・グレート』）とされることもまだあり、さらには後述の『グムンデン＝ガスタイン交響曲』を第9番、『ザ・グレート』を第10番とすることもあるなど、21世紀に入った現在でも番号づけは混乱している。日本では、NHKがドイチュ目録に合わせて「未完成＝第7番」「ザ・グレート＝第8番」にしている一方で、音楽評論家の金子建志は「長く親しみ慣れた番号を繰り上げるのは、単に混乱を引き起こすだけ」と主張している。そして、「ナンバー抜きで〈未完成〉〈グレイト〉というニックネームで呼べば、一番簡単で、問題が生じない」とこの問題に対する見解を述べている。
交響曲の同定のために調性も古くから使われてきた。すなわち、第5番（D 485）を「変ロ長調交響曲」、『未完成』を「ロ短調交響曲」と呼ぶなどである。なお、ハ長調の交響曲は2曲あり、編成などから先に作曲された方（第6番 D 589）を「小ハ長調（交響曲）」（ドイツ語で「ディー・クライネ（Die kleine）」）、のちに作曲された方（D 944）を「大ハ長調（交響曲）」と呼ぶ。『ザ・グレート』（独語「ディー・グローセ（Die große）」の英訳）の呼称もここから来ている。

#### グムンデン＝ガスタイン交響曲
シューベルトの手紙に言及があるものの楽譜が見つからず、幻の存在とされてきた『グムンデン＝ガスタイン交響曲』（Gmunden-Gasteiner Sinfonie, D 849, 1825年）は、研究により20世紀中葉以降は『ザ・グレート』を指している可能性がきわめて高いとされている。もともとD 944は1828年の作曲と考えられていたためにこのD番号を持ち、「D 849」とは別であると考えられてきたが、この根拠となっていた楽譜の年号の記述が後世の加筆によると判明し、加筆前は1825年だったものと考えられている。このことが、グムンデン＝ガスタイン交響曲は『ザ・グレート』であるという証拠とされている。
一時は『グラン・デュオ』として知られる『四手のためのピアノソナタ ハ長調』（D 812）が「D 849」の原曲ではないかと言われ、ヴァイオリニストのヨーゼフ・ヨアヒムがその説に基づいてオーケストレーションを施したこともある。

##### グムンデン＝ガスタイン交響曲の偽作
シュトゥットガルトで「D 849」にあたるとされるホ長調の交響曲の筆写譜が「発見された」ことがある。この曲は、ギュンター・ノイホルト指揮のシュトゥットガルト放送交響楽団による演奏で録音され、南ドイツ放送でFM放送された。主題とその展開が『ザ・グレート』にそっくりで、シューベルトには『ロザムンデ』序曲の前によく似た「D 590」の序曲を書いていた前例があることから、スケッチのような意味で作ったという学説もあった。この曲は『ザ・グレート』と同じ素材と展開方法が使われ、下書き的役割を果たしたとも考えられた。
楽器編成は「D 944」とまったく同じであり（フルート、オーボエ、クラリネット、ファゴット、ホルン、トランペット各2、トロンボーン3、ティンパニ1対、弦五部）、
- 第1楽章：Andante molto-Allegro（8分の6拍子 - 2分の3拍子、ホ長調、446小節）
- 第2楽章：Scherzo un poco agitato（4分の3拍子、嬰ハ短調、117小節）
- 第3楽章：Andante con moto（4分の2拍子、ホ短調、146小節）
- 第4楽章：Finale Presto（8分の6拍子、ホ長調、1066小節）

からなる、演奏時間約50分の作品となっていた。現在シュトゥットガルトのゴルドーニ (Goldoni) 出版社からヴェルナー・マーザー (Werner Maser) 校訂による楽譜が入手できる。録音は上述のものに続いて、ゲルハルト・ザムエル指揮シンシナティ・フィルハーモニー管弦楽団によるもの（Centaur: CRC2139）も発売された。しかし後日、このD 849とされたホ長調の交響曲は、1973年にヘンレ社に楽譜のコピーを提供したグンター・エルショルツ (Gunter Elsholz) がシューベルトの残した断片を再構成した偽作であることが判明した。
このため、グムンデン＝ガスタイン交響曲は『ザ・グレート』であるという説が現在も有力である。

#### 最後の交響曲
シューベルトが最後に着手した交響曲である『交響曲 ニ長調』（D 936A）には、ペーター・ギュルケ補筆版、ブライアン・ニューボールド補筆版などがある。異色なのはイタリアの作曲家ルチアーノ・ベリオの手による『レンダリング』である。『レンダリング』はスケッチの部分はスケッチのままで、それ以外の判然としないスケッチとスケッチの間の部分は現代音楽の手法でつなぎ合わせている。
「D 936A」は自筆譜のままでは完成しておらず、国際シューベルト協会（Internationale Schubert-Gesellschaft）は番号を附していないが、「第10番」などとされる場合もある。

#### 交響曲の一覧
日本語版記事へのリンクを太字で示す。
| 番号                         | 番号 | 番号           | 調       | D    | 作曲年代      | 付記 |
| 現〔国際シューベルト協会版〕 | 旧   | 20 世 紀 中 頃 | 調       | D    | 作曲年代      | 付記 |
| ---------------------------- | ---- | -------------- | -------- | ---- | ------------- | --- |
|                              |      |                | ニ長調   | 2B   | 1811年頃      | 未完 (英語版記事) |
| 1                            | 1    | 1              | ニ長調   | 82   | 1813年        | |
| 2                            | 2    | 2              | 変ロ長調 | 125  | 1814年-1815年 | |
| 3                            | 3    | 3              | ニ長調   | 200  | 1815年        | |
| 4                            | 4    | 4              | ハ短調   | 417  | 1816年        | 「悲劇的」：唯一、シューベルト自身による副題 |
| 5                            | 5    | 5              | 変ロ長調 | 485  | 1816年        | |
| 6                            | 6    | 6              | ハ長調   | 589  | 1817年-1818年 | 「小ハ長調」 |
|                              |      |                | ニ長調   | 615  | 1818年        | 未完 (英語版記事) ・ペーター・ギュルケ版 |
|                              |      |                | ニ長調   | 708A | 1820年頃      | 未完 (英語版記事) ・ギュルケ版 |
|                              |      | 7              | ホ長調   | 729  | 1821年        | 未完、スケッチのみ。ヴァインガルトナー補筆作曲版はウニヴェルザール出版社から出版、他にブライアン・ニューボールド補筆版がある。                                     |
| 7                            | 8    | 8              | ロ短調   | 759  | 1822年        | 「未完成」。第1・2楽章のみ完成、第3楽章は冒頭のみオーケストレーション、続くトリオの最初の反復までのスケッチが残存。                                                |
|                              |      |                | ホ長調   | 849  | 1825年        | 「グムンデン＝ガスタイン交響曲」（グムンデン＝ガスタイン交響曲の記述を参照）                                                                                       |
| 8                            | 7    | 9              | ハ長調   | 944  | 1825年-1826年 | 「ザ・グレート」、「大ハ長調」 |
|                              |      | 10             | ニ長調   | 936A | 1828年頃      | 未完 (英語版記事) 。補筆版にペーター・ギュルケ版、ブライアン・ニューボールド版、バルトロメー版。ベリオ補筆版『レンダリング』はシューベルトの様式で作られていない。 |

### 室内楽曲
- 八重奏曲 ヘ長調 作品166, D 803（1824年）
クラリネット、ホルン、ファゴット、ヴァイオリン2、ヴィオラ、チェロ、コントラバスのための作品。
- 弦楽五重奏曲 ハ長調 作品163, D 956（1828年）
シューベルト晩年の傑作で、演奏に50分近くを要する大曲である。編成はヴァイオリン2、ヴィオラ1、チェロ2。
- ピアノ五重奏曲 イ長調『ます』 作品114, D 667（1819年）
第4楽章が歌曲『ます』（作品32, D 550）の旋律による変奏曲であるために『ます』（Die Forelle)という愛称で呼ばれるようになった。
- 弦楽四重奏曲第12番 ハ短調『四重奏断章』 D 703（1820年）
第1楽章のみ完成。第2楽章が未完。4楽章構成の弦楽四重奏曲と捉えれば未完だが、美しい旋律によりしばしば演奏される。
- 弦楽四重奏曲第13番 イ短調『ロザムンデ』 作品29, D 804（1824年）
第2楽章が劇付随音楽『キプロスの女王ロザムンデ』（作品26, D 797）の「間奏曲第3番」の旋律による変奏曲であるため『ロザムンデ』（Rosamunde）という愛称で呼ばれるようになった。
- 弦楽四重奏曲第14番 ニ短調『死と乙女』 D 810（1824年）
第2楽章が歌曲『死と乙女』（D 531）の旋律による変奏曲であるために『死と乙女』（Der Tod und Das Mädchen）という愛称呼ばれるようになった。グスタフ・マーラーの編曲による弦楽合奏版がある。
- 弦楽四重奏曲第15番 ト長調 作品161, D 887（1826年）
1826年6月20日から30日にかけて作曲された、弦楽四重奏曲としては最後の作品。
- ピアノ三重奏曲第1番 変ロ長調 作品99, D 898
- ピアノ三重奏曲第2番 変ホ長調 作品100, D 929
ピアノ三重奏曲は番号つきが以上の2曲で、ともにピアノ三重奏曲の名曲として親しまれている。
- アルペジオーネソナタ イ短調 D 821（1824年）
アルペジオーネは現代ではほとんど廃れてしまった楽器であるため、代わりにチェロなどを用いてピアノ伴奏で演奏される。ガスパール・カサド編曲の管弦楽伴奏版もある。

### ピアノ曲
- ピアノソナタ第3番 ホ長調 D 459（1815年）
『5つのピアノ曲』と表記される場合もある。10代でモーツァルトの傑作（ピアノソナタ ハ長調 K. 545）を模倣する早熟さを発揮している。
- ピアノソナタ第4番 イ短調 作品164, D 537（1817年）
中間楽章の主題が最晩年の作品（D 959）の終楽章に引用されている。
- ピアノソナタ第7番 変ホ長調 D 568
ピアニスティックな完成作品。「変ニ長調」の第一稿（D 567）が存在する。
- ピアノソナタ第8番 嬰ヘ短調 D 571（1817年、第1楽章の途中までの未完作）
- ピアノソナタ第13番 イ長調 作品120, D 664（1819年）
同じ調性の第20番と比較して「イ長調の小ソナタ」とも呼ばれる。
- ピアノソナタ第14番 イ短調 作品143, D 784（1823年）
- ピアノソナタ第15番 ハ長調『レリーク』 D 840（1825年）
愛称の『レリーク』（Reliquie）は「遺作」や「文化遺品」という意味であるが、これはこのソナタが発見された当時に、シューベルトが最後に作曲したピアノソナタだと誤認されたためである。
- ピアノソナタ第16番 イ短調 作品42, D 845（1825年）
- ピアノソナタ第17番 ニ長調 作品53, D 850（1825年）
- ピアノソナタ第18番 ト長調『幻想』 作品78, D 894 （1826年）
シューマンに有機的な楽曲構造の美を絶賛されている。
- ピアノソナタ第19番 ハ短調 D 958（1828年）
- ピアノソナタ第20番 イ長調 D 959（1828年）
同じ調性の第13番と比較して「イ長調の大ソナタ」とも呼ばれる。
- ピアノソナタ第21番 変ロ長調 D 960（1828年）
最晩年の傑作。第19番からの3曲はともにベートーヴェン様式を模している。
- 楽興の時 Moments Musicaux D 780, 作品94（1823～28年、全6曲）
- 幻想曲 ハ長調『さすらい人』 作品15, D 760（1822年）
  - 第2楽章が歌曲『さすらい人』（D 489）に基づいていることから、『さすらい人』（Wanderer）または『さすらい人幻想曲』（Wandererfantasie）という愛称で呼ばれるようになった。
- 4つの即興曲 作品90, D 899（1827年）
- 4つの即興曲 作品142, D 935（1827年）
- 3つのピアノ曲 D 946（1828年）
- 3つの軍隊行進曲 作品51, D 733（1818年、四手連弾曲）
- 幻想曲 ヘ短調 作品103, D 940（1828年、四手連弾曲）

### 歌曲
いくつかの歌曲には、後世の作曲家による管弦楽伴奏版やピアノ独奏への編曲版も存在する。ピアノ独奏用編曲についてはフランツ・リストやレオポルド・ゴドフスキーによるものが知られている。
- 歌曲集『美しき水車小屋の娘』 Die Schöne Müllerin 作品25, D 795（1823年、全20曲）
- 歌曲集『冬の旅』 Winterreise 作品89, D 911（1827年、全24曲）
- 歌曲集『白鳥の歌』 Schwanengesang D 957/965A（1828年、全14曲）
- 野ばら Heidenröslein 作品3-3, D 257（1815年）
- 魔王 Erlkönig 作品1, D 328（1815年頃）
- 死と乙女 Der Tod und das Mädchen 作品7-3, D 531（1817年）
- ます Die Forelle 作品32, D 550（1816～21年）
- エレンの歌第3番（アヴェ・マリア） Ellens Gesang III (Ave Maria) 作品52-6, D 839（1825年）
- 子守歌 Wiegenlied 作品98-2, D 498（1816年）
- 糸をつむぐグレートヒェン Gretchen am Spinnrade D 118（1814年）
- タルタルスの群れ Gruppe aus dem Tartarus D 583
- ゲーテの小説「ヴィルヘルム・マイスターの修業時代」による3つの竪琴弾きの歌 3 Gesänge des Harfners  作品12, D 478
- さすらい人 Der Wanderer 作品4-1, D 493（D 489）
- ギリシャの神々 Die Götter Griechenlands D 677
- ガニュメート Ganymed D 544
- 音楽に寄せて（樂に寄す） An die Musik 作品88-4, D 547（1817年3月）
- 御者クロノスに An Schwager Kronos D 369
- ミューズの息子 Der Musensohn D 764
- 秋 Herbst D 945
- 侏儒（小人） Der Zwerg D 771
- ブルックにて Auf der Bruck D 853
- 恋人のそばに Nähe des Geliebten D 162
- 夜と夢 Nacht und Träume D 827
- 夜曲 Nachtstück D 672
- 夕映えに Im Abendrot D 799
- “ヘリオポリス”よりII「岩に岩が重なるところ」 Aus "Heliopolis" II D 754
- 万霊節のための連禱 Litanei auf das Fest Allerseelen 作品13-2, D 343（1816年頃）
- 春に Im Frühling D 738
- シルヴィアに Gesang (Was ist Silvia? / An Silvia) 作品106-4, D 891
- 湖上にて Auf dem See 作品92-2, D 543
- 至福 Seligkeit D 433
- ハナダイコン Nachtviolen D 752

#### シューベルトの歌曲のおもな管弦楽編曲版
- ベルリオーズ：「魔王」
- リスト：「糸をつむぐグレートヒェン」D 118、「ミニョンの歌」、「魔王」、「若い尼僧」D 828、「別れ」D 957-7（紛失）、「ドッペルゲンガー」D 957-13（紛失）
- ブラームス：「馭者クロノスに」D 369、「メムノン」D 541、「ひめごと」D 719、「エレンの歌第2」D 838
- レーガー：「糸をつむぐグレートヒェン」、「魔王」、「音楽に寄せて」D 547、「タルタルスの群れ」D 583、「プロメテウス」D 674、「夕映えの中で」D 799、「夜と夢」D 827
- ヴェーベルン：「君こそは憩い」D 776、「涙の雨」D 795-10、「道しるべ」D 911-20、「彼女の肖像」D 957-9、他1曲
- オッフェンバック：「セレナード」
- フェリックス・モットル：「セレナード」, 「死と乙女」
- ブリテン：「ます」
- ツェンダー：「冬の旅」

### オペラ
多くの分野に代表作を残したシューベルトとしてはもっとも評価が低い領域で、上演機会は少ない。クレメンス・フォン・メッテルニヒによるカールスバート決議に基づく検閲の被害に遭っている。
- 鏡の騎士 Der Spiegelritter D 11（1811年、未完）
- 悪魔の別荘 Des Teufels Lustschloß D 84（1813年/1814年、2つ稿があり）
- 4年間の哨兵勤務 Der vierjährige Posten D 190（1815年）
- サラマンカの友人たち（ドイツ語版） Die Freunde von Salamanka D 326（1815年）
- 双子の兄弟（英語版） Die Zwillingsbrüder D 647（1818年/1820年）
- アルフォンゾとエストレッラ（英語版） Alfonso und Estrella D 732（1821年/1822年）
- 謀反人たち（英語版） Die Verschworenen D 787（1823年）
『陰謀者』とも。検閲により『家庭争議』（Der häusliche Krieg）と改名。
- フィエラブラス Fierrabras D 796（1823年）

### 劇付随音楽
- 魔法の竪琴 Die Zauberharfe D 644（1820年）
- キプロスの女王ロザムンデ Rosamunde, Fürstin von Zypern 作品26, D 797（1823年、全11曲）

### 教会音楽
- ミサ曲第1番 ヘ長調 D 105
- ミサ曲第2番 ト長調 D 167
- ミサ曲第3番 変ロ長調 D 324
- ミサ曲第4番 ハ長調 作品48, D 452
- ミサ曲第5番 変イ長調 D 678
- ミサ曲第6番 変ホ長調 D 950
- ドイツ・ミサ曲 ヘ長調 D 872
- スターバート・マーテル イ短調 D 383（1816年）

### シューベルトと詩人
シューベルトは詩の芸術性に無頓着で、時折凡庸な詩に作曲してしまうこともあったと言われている。確かに彼の歌曲にはゲーテやシラーといった大詩人以外に、現在その中にしか名を留めていない詩人の手によるものが多く存在している。ただしこれは「シューベルティアーデ」で友人たちの詩に作曲したものを演奏するという習慣があったことも影響している。
シューベルトが作曲した詩人は多い順にゲーテ、マイアホーファー、ミュラー、シラー、そして重要な詩人としてマティソン、ヘルティ、コーゼガルテン、クラウディウス、クロップシュトック、ザイドル、リュッケルト、ハイネなどがいる。自分より前の世代に評価が定着していた詩人から、新しい時代の感性を持った詩人まで幅広い。

## 楽器
シューベルトが入手したピアノとして、ベニグヌス・ザイドナーのピアノとアントン・ワルター＆サンのピアノが挙げられる。ザイドナー製のピアノは、現在ウィーンのシューベルトの生家に展示され、ワルター&サン製のピアノはウィーンの美術史美術館が所有している。シューベルトはまた、ウィーンのピアノ製作者コンラート・グラーフの楽器をよく知っていたことがわかっている。

## 国際音楽コンクール
現在シューベルトの名が附されたコンクールは2つある。ひとつは長い伝統を持つドルトムントで行われるシューベルト国際コンクール ドルトムントで、現在はリートデュオ部門とピアノソロ部門が交互に行われる。もうひとつはグラーツで行われるフランツ・シューベルトと現代音楽国際コンクールで、作曲部門と室内楽部門が併設されている。どちらもシューベルト作品のみでは競わないが、関連した楽曲や編成が焦点になっている。